# Picris echioides
P. echiodes é uma espécie do género botânico Picris, da família Asteraceae.
Planta anual ou bianual, herbácia que pode medir entre 30 a 90 cm.

## Nome comum
Repassage, ou raspa-saias